# آنا ماریا ونتورا
آنا ماریا ونتورا (اسپانیایی: Ana María Ventura‎؛ ‏۲۳ مه ۱۹۲۳–۲۲ ژوئیه ۲۰۲۱) بازیگر پرسابقهٔ تئاتر، سینما و تلویزیون اهل اسپانیا بود.
از فیلم‌هایی که وی در آن‌ها نقش داشته است، می‌توان به خانه برناردا آلبا، کندو و کوارتت هاوانا اشاره نمود.